# Parajana lamani
Parajana lamani är en fjärilsart som beskrevs av Aurivillius 1906. Parajana lamani ingår i släktet Parajana och familjen Eupterotidae. Inga underarter finns listade i Catalogue of Life.